# Crossy Road
Crossy Road ist ein am 20. November 2014 von Yodo1 Ltd. veröffentlichtes Handyspiel, das von Andy Sum, Matt Hall und Ben Weatherall für die australische Firma Hipster Whale entwickelt wurde. Es handelt sich um eine Weiterentwicklung des weitaus älteren Spiels Frogger.

## Spielprinzip

### Hauptspiel
Das Ziel des Spieles ist es, mit der jeweiligen Spielfigur so weit wie möglich über Straßen, Flüsse, Schienen und Grasabschnitte zu kommen. Dabei bestehen verschiedene Gefahren, deren Eintritt die Spielrunde beendet: Auf der Straße kann man von Autos, auf Schienen vom Zug überfahren werden. In den Flüssen kann man ertrinken oder – mit einer „Australien-Figur“ – von einem Krokodil gefressen werden. Außerdem ist das Spiel zu Ende, wenn man zu lange wartet, ohne sich vorwärts zu bewegen. Dann kommt ein Greifvogel und nimmt die Figur mit.
Die Anordnung der Flächen und der drohenden Gefahren ist zufällig und ändert sich daher bei wiederholtem Spielen.
Punkte erhält man für jedes überquerte Wegstück, wobei nur Vorwärtsbewegungen zählen. Nach jeweils 50 Punkten erhält der Spieler ein Signal, bei einem neuen Highscore wird dieser ebenfalls angezeigt. Bewegt wird die Figur, indem der Spieler tippt oder in die jeweilige Richtung streicht.

### Umgebungen und Figuren
Das Spiel kann in verschiedenen Umgebungen und Figuren gespielt werden. Neben der klassischen Umgebung werden beispielsweise auch eine Winterlandschaft, Brasilien, Korea, Australien und eine gruselige Szenerie angeboten. Die Figuren passen zur jeweiligen Szenerie. Figuren können Menschen, Tiere, erfundene Figuren (wie Geister) und auch Gegenstände sein. Die Regeln, wie die Figuren zu bewegen sind, sind jedoch – mit Ausnahmen, siehe unten – unabhängig vom Erscheinungsbild der Figuren.
In später eingeführten Umgebungen wurden die anfangs genutzten Straßen, Gleise und Flüsse durch andere drohende Gefahren ersetzt: In der Mondlandschaft wird die Spielfigur beispielsweise durch Mondgestein, das analog zu den Straßen Bahnen entlangfliegt, bedroht, in der Dinosaurier-Umgebung durch laufende oder springende Dinosaurier und andere Tiere jener Zeit, die (in Analogie zu den Zügen) manchmal in großen Herden durch die Szene stürmen.
In der Unterwasserumgebung spielt das Spiel im Meer, wobei auf zu querende Fische oder Fischschwärme zu achten ist. Während der COVID-19-Pandemie wurde eine neue Umgebung „Zuhause“ eingeführt, in der Wäschekörbe, Toaster u. dgl. Bahnen von Staubsaugern und Drehstühlen zu queren haben. Anstelle der Züge rasen Reihen von Betten durch die Szenerie, außerdem drohen auf gefliesten Bahnen Gruppen von Wischmopps, Badewannen u. ä., wobei eine Toilette, deren Deckel zu klappern beginnt, rechtzeitig auf die drohende Gefahr hinweist.
Manche Umgebungen sind eine Reminiszenz an andere Spiele, wie die Umgebung Pac-Man.
Einige Umgebungen oder Figuren haben abweichende Regeln. In Pac-Man werden Punkte dadurch gesammelt, dass analog zum klassischen Spiel Pac-Man Punkte aufgesammelt und zum richtigen Zeitpunkt die querenden Geister gefressen werden. In der Arktis-Umgebung muss der Rutschpinguin nicht Schritt für Schritt durch Tippen auf den Touchscreen bewegt werden, sondern die Figur rutscht mit zunehmender Geschwindigkeit über Bahnen von Eis. Die Aufgabe ist es, zum richtigen Zeitpunkt die Rutschrichtung zu ändern, damit der Pinguin nicht ins Wasser fällt und das Spiel beendet ist. Der emsige Biber muss in seiner Waldumgebung schnell genug Bäume fällen, um sich den Weg freizumachen und den nahenden Wassermassen zu enteilen.

#### Preismaschine
Im Spiel können Münzen (Coins) gesammelt werden. Für jeweils 100 Münzen kann man bei der Preismaschine ein Paket öffnen, welches eine zufällig ausgewählte Spielfigur enthält. Außerdem kann man Figuren durch In-App-Käufe gezielt freischalten, einige Figuren können nur durch In-App-Käufe erworben werden. Die Figuren sind nicht auf allen Plattformen komplett gleich.

#### Geheime Figuren
Manche Figuren können nicht über die Preismaschine gewonnen werden, sondern müssen im Spiel beispielsweise durch Erreichen eines Highscores mit einer bestimmten normalen Figur erspielt werden. So haben sich die Entwickler Andy Sum, Matt Hall und Ben Weatherall durch gleichnamige Figuren im Spiel selbst verewigt. Die Art und Weise, wie man an die geheimen Figuren kommt, soll der Spieler selbst herausfinden. Im Internet werden die nötigen Schritte jedoch in der Regel kurz nach Release der neuen Figuren beschrieben.

### Geschenke
In bestimmten Intervallen (anfangs drei Minuten, später drei Stunden) erhält man zusätzliche Münzen in zufälliger Anzahl. Weiters können Münzen gewonnen werden, indem bestimmte (einfache) Aufgaben erledigt werden, wie auf eine bestimmte Anzahl von Baumstämmen zu springen, einige Vögel zu erschrecken oder eine Anzahl von Schritten zu machen.

### Gags
Gelegentlich bauen die Entwickler kleine Gags in das Geschehen ein, die für den Spielverlauf irrelevant sind. In der Landwirtschaftsumgebung kann die Spielfigur beispielsweise auf einer Wiese Kühe umschubsen. Wenn die Figur das gesamte Getreide einer Wiese niedertritt, erhebt sich ein Huhn auf einer fliegenden Untertasse aus dem Feld und fliegt davon.

### Hackordnung
Im Spielmodus Hackordnung ist in einer vorgegebenen und täglich wechselnden Umgebung gegen andere Spieler im Internet zu spielen. Gemäß der erreichten Punkte reiht sich der Spieler in eine Hackordnung ein. Am nächsten Tag werden entsprechend der erreichten Platzierung Münzen gutgeschrieben. Damit die Vergleichbarkeit gegeben ist, wechselt die Szenerie nicht zufällig, sondern bleibt konstant.

## Entwicklung
Ursprünglich wollten die Entwickler nur sechs Wochen mit der Entwicklung des Spiels verbringen. Nachdem sie dessen Potential erkannt hatten, verbrachten sie jedoch noch sechs weitere.

## Rezeption
Das Spiel war Finalist in der Wertung als Spiel des Jahres 2014 der Australian Game Developer Awards.
Insgesamt bekam das Spiel überwiegend gute Kritiken.
2021 publizierte die Kulturwissenschaftlerin Hanna Engelmeier in der Zeitschrift Merkur einen Essay über ihre Erfahrungen mit dem Spiel.